# Mauritz Eriksson
Axel Mauritz Eriksson (* 18. Dezember 1888 in Stockholm; † 14. Februar 1947 ebenda) war ein schwedischer Sportschütze.

## Erfolge
Mauritz Eriksson nahm an drei Olympischen Spielen teil. Bei den Olympischen Spielen 1912 in Stockholm erreichte er mit dem Freien Gewehr im Dreistellungskampf im Einzel den 14. Platz. Im Mannschaftswettbewerb belegte er gemeinsam mit Hugo Johansson, Erik Blomqvist, Carl Björkman, Bernhard Larsson und Gustaf Adolf Jonsson mit einer Gesamtpunktzahl von 5655 Punkten vor Norwegen und Dänemark den ersten Rang und wurde damit Olympiasieger. Mit dem Armeegewehr schloss er die Einzelkonkurrenz auf dem 38. Platz ab, während er mit der Mannschaft, zu der neben ihm noch Hugo Johansson, Werner Jernström, Carl Björkman, Bernhard Larsson und Tönnes Björkman gehörten, die Bronzemedaille gewann. 1920 startete Eriksson in Antwerpen in acht Disziplinen. Im liegenden Anschlag mit dem Armeegewehr über 600 m erzielte er wie drei weitere Schützen den Bestwert von 59 Punkten. Im Stechen gelangen ihm wie auch Lloyd Spooner 56 Punkte, gegen den er sich in einem zweiten Stechen schließlich mit sechs zu fünf Treffern durchsetzte. Gold ging an Hugo Johansson, der in der ersten Runde des Stechens 58 Punkte erzielt hatte. Im Mannschaftswettbewerb sicherte er sich neben Erik Blomqvist, Hugo Johansson, Gustaf Adolf Jonsson und Erik Ohlsson Bronze. Eine weitere Bronzemedaille gewann Johansson zusammen mit Olle Ericsson, Hugo Johansson, Walfrid Hellman und Leonard Lagerlöf im stehenden Anschlag über 300 m mit der Mannschaft. In den übrigen fünf Disziplinen platzierte er sich unter den besten sieben der Gesamtwertung. Die Olympischen Spiele 1924 in Paris schloss er mit dem Freien Gewehr im liegenden Anschlag über 600 m auf dem 19. Platz und mit der Mannschaft über vier Distanzen auf dem siebten Platz ab. Die Liegend-Position mit dem Kleinkaliber beendete er auf dem 24. Rang.
Insgesamt elf Medaillen gewann Eriksson bei Weltmeisterschaften. Dreimal wurde er dabei Weltmeister: 1913 gewann er in Camp Perry die Titel mit dem Armeegewehr im Dreistellungskampf und im stehenden Anschlag, 1928 gelang ihm in Loosduinen der Titelgewinn im liegenden Anschlag mit dem Freien Gewehr. Darüber hinaus sicherte er sich fünf Silber- und drei Bronzemedaillen.